# بوئینگ ام‌کیو-۲۸ گوست بت
بوئینگ ام‌کیو-۲۸ گوست بت که قبلاً با نام بوئینگ ایرپاور تیمینگ سیستم (ATS) و پروژه لویال وینگمن شناخته می‌شد، یک پهپادِ شناساگریز، هم‌پر و چندمنظوره است که بوئینگ استرالیا به‌سفارش نیروی هوایی سلطنتی استرالیا توسعه می‌دهد. این هواپیما به عنوان یک هواپیمای تقویت‌کننده نیرو طراحی شده است که قادر به پرواز در کنار هواپیماهای سرنشین‌دار برای پشتیبانی و انجام ماموریت های مستقل و با استفاده از هوش مصنوعی است.

## مشخصات فنی
داده‌ها از Loyal Wingman
ویژگی‌های عمومی
- خدمه: بدون سرنشین
- طول: ۱۱٫۷ متر (۳۸ فوت ۵ اینچ)

عملکرد
- بُرد: ۳٬۷۰۰ کیلومتر (۲٬۳۰۰ مایل، ۲٬۰۰۰ مایل دریایی)